# Liste der Biografien/Neup
Liste der Biografien |
Portal Biografien |
Personensuche
# |
A |
B |
C |
D |
E |
F |
G |
H |
I |
J |
K |
L |
M |
N |
O |
P |
Q |
R |
S |
T |
U |
V |
W |
X |
Y |
Z |
?
 
Na |
Nb |
Nc |
Nd |
Ne |
Nf |
Ng |
Nh |
Ni |
Nj |
Nk |
Nl |
Nm |
Nn |
No |
Nr |
Ns |
Nt |
Nu |
Nv |
Nw |
Nx |
Ny |
Nz
 
Nea |
Neb |
Nec |
Ned |
Nee |
Nef |
Neg |
Neh |
Nei |
Nej |
Nek |
Nel |
Nem |
Nen |
Neo |
Nep |
Ner |
Nes |
Net |
Neu |
Nev |
New |
Nex |
Ney |
Nez
 
Neub |
Neuc |
Neud |
Neue |
Neuf |
Neug |
Neuh |
Neui |
Neuj |
Neuk |
Neul |
Neum |
Neun |
Neup |
Neur |
Neus |
Neut |
Neuv |
Neuw |
Neuy |
Neuz
Die Liste der Biografien führt alle Personen auf, die in der deutschsprachigen Wikipedia einen Artikel haben. Dieses ist eine Teilliste mit 36 Einträgen von Personen, deren Namen mit den Buchstaben „Neup“ beginnt.

## Neup

### Neupa
- Neupärtl, Frank-Martin (1961–2014), deutscher Politiker (SPD)
- Neupauer, Bartłomiej (* 1991), polnischer Eishockeyspieler
- Neupauer, Franz Xaver von (1753–1835), österreichischer Rechtswissenschaftler und Schriftsteller
- Neupauer, Johann Christian (1675–1735), Wiener Stadtrat, Stadtkämmerer, Stadthauptmann und Bauunternehmer
- Neupauer, Josef von (1806–1902), österreichischer Politiker

### Neupe
- Neuper, Alexander (* 1984), österreichischer Fußballspieler
- Neuper, Christa (* 1958), österreichische Neuropsychologin
- Neuper, Christian (1876–1950), deutscher Bildhauer
- Neuper, Christian (* 1983), österreichischer Fußballspieler
- Neuper, Hubert (* 1960), österreichischer Skispringer und Sportmanager
- Neuper, Klaus (1949–2007), deutscher Maler, Zeichner und Kunstlehrer
- Neuper, Martin (* 1987), österreichischer Fußballspieler
- Neupert, Albin (1872–1946), Schweizer Kunsthändler
- Neupert, Anja (* 1978), deutsche Leichtathletin
- Neupert, Edmund (1842–1888), norwegischer Pianist, Komponist und MusikpädagogeEdmund Neupert (1842–1888)

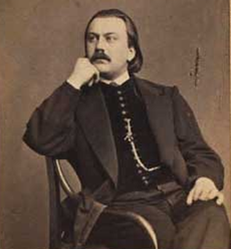
Edmund Neupert (1842–1888)

- Neupert, Erich (* 1934), deutscher Fußballspieler
- Neupert, Frank (* 1965), deutscher Fußballspieler
- Neupert, Hans (1920–2017), deutscher Grafiker und Maler
- Neupert, Herbert (1911–2002), deutscher Verkehrsexperte
- Neupert, Hermann Christian (1801–1857), deutscher Jurist und Politiker
- Neupert, Jochen (1958–2015), deutscher Theaterschauspieler
- Neupert, Johann Christoph (1842–1921), deutscher Klavierbauer
- Neupert, Johann Georg (1828–1895), deutscher Jurist und Politiker
- Neupert, Karl (1910–1991), deutscher Architekt und Raumplaner
- Neupert, Lothar (1936–2015), deutscher Fußballtorhüter
- Neupert, Lucie (1896–1978), deutsche Politikerin (USPD/SPD/SED), MdL
- Neupert, Michael (* 1986), deutscher Theater- und Fernsehschauspieler, Regisseur und Autor
- Neupert, Robin (* 1991), deutscher Fußballspieler
- Neupert, Titus (* 1985), deutscher Physiker und Hochschullehrer
- Neupert, Uwe (* 1957), deutscher RingerUwe Neupert (* 1957)

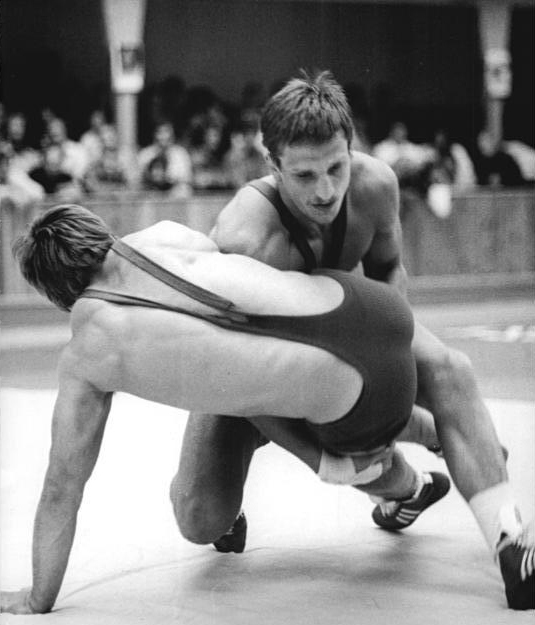
Uwe Neupert (* 1957)

- Neupert, Walter (1939–2019), deutscher Biochemiker, Mediziner und Zellbiologe
- Neupert-Doppler, Alexander (* 1981), deutscher Politikwissenschaftler und Philosoph
- Neupert-Keil, Luise (1926–2009), deutsche Werbegrafikerin und Scherenschnitt-Künstlerin

### Neupo
- Neupokojew, Konstantin Konstantinowitsch (1884–1924), russischer Marine-Offizier, Hydrograph und Polarforscher
- Neupokojew, Wladimir Konstantinowitsch (1873–1912), russischer Marine-Offizier, Hydrograph und Polarforscher
- Neupokojewa, Oksana Iwanowna (* 1976), russische Biathletin